# Brett Climo
Brett Leonard Climo (Sydney, 26 settembre 1964) è un attore australiano.

## Biografia
Nato a Sydney, in Australia, nel 1959. Suo padre morì di ictus quando lui aveva tre anni, e fu cresciuto dalla madre, e dagli 1 undici anni in su anche dal patrigno.
Il suo primo ruolo ricorrente in una serie fu quello di Peter Healy nella soap opera Sons and Daughters del 1983. Ebbe diversi ruoli cinematografici e fece apparizioni come guest star in serie come Five Mile Creek, prima di interpretare Ritchie nella miniserie del 1987 Vietnam al fianco di Nicole Kidman, con la quale aveva già lavorato nei film televisivi Chase Through the Night e Archer.
Dal 1987 al 1989, ha avuto un ruolo importante nella soap opera Wandin Valley, interpretando Michael Langley. Lasciò la soap per tentare di rilanciare la sua carriera unendosi al cast della serie Dottori con le ali, di cui rimase fino al 1991.
Nel 1991, ha avuto un ruolo ricorrente come guest star nel medical drama G.P. Dal 1994 al 1996, ha interpretato Colin Mcgregor nella serie drammatica d'avventura La saga dei McGregor. Dal 1997 al 1998, ha interpretato Robbie Doyle nella serie poliziesca Blue Heelers - Poliziotti con il cuore. Dal 1998 al 2003, ha un alto ruolo ricorrente serie drammatica All Saints.

## Filmografia parziale

### Cinema
- Una strada per morire (A Street to Die), regia di Bill Bennett (1985)
- Body Melt, regia di Philip Brophy (1993)

### Televisione
- Wandin Valley (A Country Practice) – serie TV, 121 episodi (1982-1989)
- Five Mile Creek – serie TV, un episodio (1984)
- Vietnam – serie TV, 2 episodi (1987)
- Dottori con le ali (The Flying Doctors) – serie TV, 67 episodi (1987-1991)
- La saga dei McGregor (Snowy River: The McGregor Saga) – serie TV, 65 episodi (1994-1996)
- Il sentiero delle vedove (Blackwater Trail), regia di Ian Barry – film TV (1995)
- Halifax – serie TV, un episodio (1996)
- Murder Call – serie TV, un episodio (1997)
- Blue Heelers - Poliziotti con il cuore (Blue Heelers) – serie TV, 9 episodi (1997-1998)
- All Saints – serie TV, 17 episodi (1998-2003)
- Elephant Princess (The Elephant Princess) – serie TV, 25 episodi (2008-2009)
- A Place to Call Home – serie TV, 67 episodi (2013-2018)

## Doppiatori italiani
Nelle versioni in italiano delle opere in cui ha recitato, Brett Climo è stato doppiato da:
- Tony Sansone in La saga dei McGregor, Underbelly Files: Lucifero
- Lorenzo Macrì ne Il sentiero delle vedove
- Guido Bettali in Wandin Valley